# دادگاه حق انحصار اسم اعظم بهائی
دادگاه حق انحصار اسم اعظم بهائی، سری دادگاهایی است که برای بررسی شکایت محفل ملی روحانی بهائیان آمریکا از دو موسسه با نام‌های محفل ملی روحانی بهائیان آمریکا تحت نظارت ولی امرالله (به انگلیسی: National Spiritual Assembly of the Baha’is of the United States of America Under the Hereditary Guardianship, Inc.) و بهائیان اورتدکس (به انگلیسی: Orthodox Baha'i Faith) تشکیل شد. محفل ملی روحانی بهائیان آمریکا مدعی شده بود که اسم بهائی و نشان اسم اعظم بهائی منحصر در این شاخه از بهائیت است و دیگر شاخه‌ها حق استفاده از آن‌ها را در اعلان‌های رسمی و سازمان‌های رسمی منسوب به خود ندارد. اولین دادگاه در سال ۱۹۶۶(میلادی) علیه محفل ملی روحانی بهائیان آمریکا تحت نظارت ولی امرالله - در آن زمان چارلز میسون ریمی ولی دوم امرالله بود- تشکیل گردید که به نفع محفل ملی آمریکا به اتمام رسید و حکم آن قطعی شد.
در سال ۲۰۰۶(میلادی)، دادگاه دیگری به شکایت محفل ملی آمریکا علیه بهائیان اورتدکس و سازمان‌های مرتبط با آن‌ها تشکیل گردید. هدف شاکی پرونده این بود که حکم نهایی سال ۱۹۶۶(میلادی) را به بهائیان اورتدکس نیز تعمیم دهد. این شاخه کوچک بهائیت یکی از شاخه‌های بهائیان تحت نظارت ولی امرالله هستند که پیرو سومین ولی امرالله ژول برای مارانجلا بوده و با گروه پیروان بیت العدل حیفایی فرق دارد؛ لذا محفل ملی آمریکا با تسلیم شکایت خود به دادگاه قصد داشت نشان دهد که بهائیان اورتدکس همان محکومان سال ۱۹۶۶ هستند که اسم سازمان خود را برای ادامه فعالیت عوض نموده‌اند.
سری جدید دادگاه از سال ۲۰۰۶(میلادی) تا ۲۰۱۱(میلادی) در دادگاه ناحیه‌ای و دادگاه استیناف چندین بار تشکیل شد که نتایج آن‌ها در هر بار، تبرئه شدن بهائیان اورتدکس بود. دادگاه به این نتیجه رسید که اولاً ارتباط موجهی بین بهائیان اورتدکس و سازمانهای آن‌ها با محفل ملی بهائیان آمریکا تحت نظارت ولی امرالله، برای تعمیم حکم مزبور وجود ندارد. ثانیاً امور دینی و علائم دینی از بحث حق امتیاز و برند تجاری جدا می‌باشد. با توجه به رای نهایی دادگاه‌های مذکور، بهائیان اورتدکس می‌توانند خود را به صورت رسمی بهائی معرفی کرده، از نشان اسم اعظم نیز در مناسبت‌های رسمی خود استفاده نمایند.

## موارد اهمیت دادگاه
این دادگاه از چند جهت حائز اهمیت بسیار است. از لحاظ تاریخی، این دادگاه برای اولین بار در ۲۸ ژوئن سال ۱۹۶۶(میلادی) در آمریکا تشکیل گردید. اختلافات موجود ما بین شاخه اصلی - طرفداران محفل ملی آمریکا و بیت العدل واقع در حیفا - و دیگر شاخه‌های آئین بهائی -مانند بهائیان اورتدکس- موجب شد، که این دادگاه بعد از ۴۰ سال از زمان صدور رای اول، مجدداً در سال ۲۰۰۶(میلادی) با تسلیم شکایت محفل ملی آمریکا علیه بهائیان اورتدکس تشکیل شود. رای نهایی آن در سال ۲۰۱۱(میلادی) صادر گردید؛ لذا از لحاظ مدت زمان و نوع مناقشات بین طرفها که همگی طرفداران شارع آئین بهائی هستند، حائز اهمیت ویژه است.
نکته بعدی را می‌توان در ارتباط با حوزه جغرافیایی اجرای حکم دادگاه - موافق یا مخالف - مربوطه دانست. با توجه به این که آئین بهائی در کل دنیا طرفدارانی دارد که خود را متعلق به شاخه اصلی - طرفداران بیت العدل واقع در حیفا- یا شاخه‌های دیگر از جمله بهائیان اورتدکس می‌دانند، هر گونه حکم صادره محدود به کشور آمریکا می‌شود و در دیگر کشورها کاربرد اجرایی نخواهد داشت؛ لذا از یک سو این مسئله نشان از اهمیت جامعه بهائی آمریکا و محفل ملی آمریکا نسبت به سایر جوامع بهائی غیر آمریکایی و محافل ملی دیگر بهائیان در دنیا دارد و از طرف دیگر نشان دهنده هدف‌ها و رویکردهای بهائیان پیرو بیت العدل و محفل ملی آمریکا نسبت به همکیشان دگر اندیش خود می‌باشد.
محفل ملی آمریکا را می‌توان با اهمیت‌ترین محفل ملی بهائی در میان محافل ملی دنیا قلمداد کرد. این امر با توجه به میزان بودجه مالی سالانه و وسعت فعالیت موسسه مربوطه - که منحصر به کشور آمریکا نیز نمی‌باشد - به سادگی اثبات می‌شود. در اهمیت محفل ملی آمریکا و اقدامات این موسسه در آئین بهایی جای هیچ شبهه‌ای نیست، به صورتی که می‌توان گفت بعد از بیت العدل مهم‌ترین موسسه رسمی بهائی می‌باشد. در نتیجه با توجه به این که محفل ملی آمریکا شاکی پرونده مورد بررسی در دادگاه مربوط به حق انحصار اسم اعظم بهائی است، این دادگاه صد چندان مهم و حیاتی جلوه می‌نماید.
اهمیت سوم این دادگاه را می‌توان از منظر درون دینی بررسی کرد. شاید قصه قدیمی اختلافات بین مذاهب درون یک آئین مسئلهٔ تازه و بدیعی نباشد. محور اصلی تعالیم آئین بهائی برقراری صلح کلی در جهان، ایجاد الفت و محبت و وحدت جمیع ابناء نوع بشر و وحدت اساس ادیان می‌باشد. تشکیل دادگاه مربوطه در سال‌های ۱۹۶۶(میلادی) و ۲۰۰۶(میلادی) الی ۲۰۱۱(میلادی) نشان می‌دهد که همچنان شاخه‌های مختلف آئین بهائی وجود داشته و طرفدارانی دارند. این موضوع به خصوص برای گرایش بهائیان اورتدکس اهمیت بیشتری پیدا می‌کند. زیرا با تشکیل این دادگاه بود که این شاخه هرچند کوچک اعلان وجود نمود.
چهارمین مطلب حائز اهمیت در این نکته نهفته است، که در میان ادیان مختلف، به نظر می‌رسد این اولین باری است که شاخه‌ای از یک آیین برای به انحصار در آوردن و محروم ساختن گروهی دیگر همکیشان از استفاده از مقدسات آن آئین به دادگاه رسمی متوسل می‌شود. با وجود این که شاکی پرونده علت را در جنبه حراستی و اثباتی نگرش خود می‌داند، این نوع برخورد به نوعی تجاری نمودن آئین مزبور را نشان می‌دهد. مثال خاصی که می‌توان زد این است که مثلاً مسیحیان کاتولیک از مسیحیان پروتستان به دادگاه شکایت برند و مدعی شوند که آن‌ها تنها گروهی هستند که می‌توانند از نشان صلیب در مراسم رسمی خود استفاده کنند؛ لذا این دادگاه نشان می‌دهد چگونه یک مذهب برای حفظ و حراست مقدساتش از یک سو و اثبات اصالت و محوریت خود نسبت به بقیه گروههای درون همان آئین جنبه تجارتی آئین خود را وسیله قرار می‌دهد.

## پیش زمینه
تاریخ نشان داده است، که هر دین و آئینی در طی سالیان از زمان ظهور، دچار اختلاف و نزاع داخلی بین مذاهب و فرقه‌های مختلف خود بوده‌است. آئین بهائی نیز از این امر مستثنا نیست. گرایش‌ها و شاخه‌های مختلفی در آئین بهائی از زمان مرگ بهاءالله و بعد از آن عبدالبهاء و شوقی شکل گرفته‌است. در این میان هر یک از شاخه‌های مزبور خود را شاخه حقیقی می‌داند و دیگر شاخه‌ها را مطرود قلمداد کرده، معتقد است که گرایش‌های دیگر از حقیقت آئین بهائی فاصله گرفته، آنچه که مد نظر بهاءالله بوده‌است را زیر پا گذاشته‌اند. در این میان عملکرد محفل ملی آمریکا (و بیت العدل جهانی) برای اثبات خود به عنوان شاخه اصلی، در مقابل یکی از شاخه‌های آئین بهائی که خود را بهائیان اورتدکس می‌نامند، تاریخچه ۴۸ ساله دارد.
بهائیان معتقد به بیت العدل اکثریت بهائیان موجود در دنیا را شامل می‌شوند و معتقدند که شوقی افندی بعد از مرگ خود در سال ۱۹۵۷ (میلادی) جانشینی تعیین نکرد و بعد از او همه امور به بیت العدل راجع است. اما بهائیان اورتدکس معتقدند که شوقی افندی طبق نصوص مسلم بهائی می‌بایست جانشینی برای خود تعیین کند، لذا این شاخه بهائی بعد از شوقی به چارلز میسون ریمی گرویدند. ریمی معتقد بود که با توجه به این که عبدالبهاء او را پسر روحانی خود قلمداد کرده‌است و همچنین شوقی او را برادر روحانی خود خطاب نموده است، و با توجه به انتصاب او به سمت ریاست بیت العدل جنینی از سوی شوقی افندی، او ولی امر الله بعد از شوقی و جانشین او می‌باشد. بعلاوه، ولی امر الله طبق نصوص بهائی رئیس و عضو لاینعزل بیت العدل می‌باشد و بیت العدلی که ولی امر الله رئیس آن نباشد از لحاظ قانونی مشروعیت ندارد. ریمی اضافه می‌کند، با توجه به این که او رئیس شواری بین‌المللی بهائیان بوده که توسط شوقی تأسیس گردیده، و شوقی آن را بیت العدل جنینی معرفی کرده‌است، لذا او ولی امرالله بعد از شوقی می‌باشد.

## دادگاه حق انحصار اسم اعظم بهائی
در ۲۸ ژوئن سال ۱۹۶۶ (میلادی) محفل ملی آمریکا از پیروان میسون ریمی شکایتی را به دادگاهی در آمریکا ارائه می‌کنند. در این شکایت نامه محفل ملی آمریکا عنوان می‌کند که کلمه بهائی (به انگلیسی: Baha'i) و نشان اسم اعظم که بر سر در بیت العدل واقع در حیفا قرار دارد، مختص به این گروه از بهائیان است و پیروان میسون ریمی و سازمانی به نام محفل ملی بهائیان آمریکا زیر نظر ولی امرالله (به انگلیسی: National Spiritual Assembly of the Baha’is of the United States of America Under the Hereditary Guardianship, Inc.) حق استفاده از آن‌ها را ندارند؛ لذا بهائیان پیرو میسون ریمی دیگر نمی‌بایست خود را به صورت رسمی بهائی معرفی می‌کردند. دادگاه مزبور نیز رای خود را در همین راستا صادر کرد. در آن زمان میسون ریمی شورای دوم بین‌المللی بهائی را در تحت نظارت ولی دوم امر الله تشکیل داده بود؛ لذا با این رای دادگاه، ریمی این شورا را در ۲۲ دسامبر ۱۹۶۶ (میلادی) منحل اعلام کرد و همه فعالیت‌های این سازمان متوقف شد. در آن زمان ریمی ۹۲ سال داشت. ریمی با تشکیل دومین شورای بین‌المللی بهائی، فردی به نام جوئل برای مارانژلا (به انگلیسی: Joel B. Marangella) را به عنوان رئیس آن سازمان و جانشین پس از خود انتخاب نموده بود. اما در سال ۱۹۶۹ (میلادی) ریمی فرد دیگری به نام دانلد هاروی (به انگلیسی: Donald Harvey) را به عنوان جانشین خود انتخاب مجدد نمود. در پی این جریان، مارانژلا از ریمی جدا شد و خود را ولی امرالله سوم معرفی نمود و طرفدارانی برای خود بدست آورد. مارانژلا نیز برای شاخه خود تشکیلاتی تدارک دید، از جمله (به انگلیسی: Provisional National Baha’i Council (PNBC)) و (به انگلیسی: Second International Baha’i Council(SIBC)). مارانجلا، پیروان خود را بهائیان اورتدکس نامید.
بعد از گذشت ۴۰ سال از زمان صدور حکم، در ۶ دسامبر ۲۰۰۶ (میلادی) شکایت نامه دیگری به دادگاه ناحیه‌ای عرضه شد. در این شکایت نامه عنوان شده بود که گروه اقلیت بهائیان اورتدکس، حکم سال ۱۹۶۶(میلادی) را زیر پاگذاشته‌اند. در این دادگاه، محفل ملی آمریکا بهائیان اورتدکس، به خصوص رهبر آنها، مارانژلا و سازمانهای آن‌ها از جمله PNBC و SIBC را متهم کردند که از حکم مزبور تخطی کرده و در وب سایت‌ها و فعالیت رسمی خود از اسم بهائی (به انگلیسی: Baha'i) و نشان اسم اعظم از سال ۱۹۶۹ (میلادی) تا به حال استفاده می‌کنند. محفل ملی آمریکا مدعی بود که این افراد با وجود این که تحت سازمان محفل ملی بهائیان آمریکا زیر نظر ولی امرالله نیستند، اما از پیروان آن می‌باشند و حکم مربوطه شامل آن‌ها هم می‌شود.
دادگاه ناحیه‌ای پس از بررسی مدعای شاکی پرونده و شنیدن دفاعیه متهمان، در ۲۳ آوریل ۲۰۰۸ به این نتیجه رسید که افراد و سازمانهای مربوط به بهائیان اورتدکس حکم دادگاه ۱۹۶۶ میلادی را نقض نکرده‌اند و بدین ترتیب آن‌ها می‌توانند از اسم بهائی و نشان اسم اعظم بهائیان در همه مناسبت‌های رسمی خود استفاده کنند. دادگاه در بررسی‌های خود به این نتیجه رسید که از یک طرف مارانجلا و موسسه‌های SIBC و PNBC در ارتباط با محفل ملی بهائیان آمریکا تحت نظارت ولی امرلله نیستند. این درحالی است که باوجود این که افراد مختلف درگیر در این سازمان‌ها قبلاً عضو محفل بوده‌اند اما نوع فعالیت‌ها و نگرش آن‌ها با محفل ملی کاملاً فرق می‌کند؛ لذا این سازمان‌ها و افراد هدف‌های جداگانه‌ای از محفل دارند که باعث می‌شود حکم دادگاه سال ۱۹۶۶ به آن‌ها تعمیم پیدا نکند. از طرف دیگر دادگاه با بررسی محتوایی موضوع و آئین بهائی اعلام کرد که بحث دین و علایم دینی از بحث حق‌الامتیاز و برند تجاری جدا است.
وکیل مدافع بهائیان اورتدکس به نام جفری گلدبرگ (به انگلیسی: Jeffrey Goldberg) در مصاحبه خود بعد از یکی از جلسات دادگاه با نشریه شیکاگو تریبون (به انگلیسی: Chicago tribune) می‌گوید، موضوع مثل این می‌ماند که مسیحیان کاتولیک از بقیه مسیحیان شکایت کنند و از دادگاه بخواهند که شاخه‌های دیگر مسیحیت خود را مسیحی نخوانده از نشان صلیب استفاده نکنند. این موضوع ربطی به دادگاه ندارد. این شکایت به نوعی تجاری کردن آئین بهائی است.
گلدبرگ همچنان اشاره می‌کند که بهائی به کسی می گویند که پیرو بهاءالله، شارع آئین بهائی است. این آئین بعد از بهاءالله چندین شاخه گشت. که همه آن‌ها خود را بهائی می دانند. و ادعای محفل ملی آمریکا به این می‌ماند که تنها آن‌ها هستند که بهائی اند و دیگر شاخه‌ها بهائی نیستند. واضح است که دیگر شاخه‌ها نیز خود را شاخه اصلی می دانند با وجود اینکه طرفداران آن‌ها تعداد اندکی از بهائیان دنیا را تشکیل می‌دهد. نکته جالب توجه این که گلدبرگ خود زمانی از بهائیان پیرو محفل ملی آمریکا و بیت العدل بود. اما به گفته خود او پس از بررسی‌ها و مطالعات ریشه ای در اعتقاداتش به این نتیجه رسید که بهائیان اورتدکس شاخه اصلی و حقیقی بهائیان است. لذا به آرامی از آن شاخه جدا شد و به نیومکزیکو، محل فعالیت‌های بهائیان اورتدکس نقل مکان نمود.
با صدور حکم دادگاه ناحیه‌ای، محفل ملی آمریکا درخواست تجدید نظرخود را به دادگاه استیناف ارائه کرد. پس از بررسی درخواست تجدید نظر، دادگاه استیناف در ۲۳ نوامبر سال ۲۰۱۰ حکم دادگاه ناحیه‌ای را تائید نمود؛ لذا بهائیان اورتدکس این بار نیز هیچ گونه محدودیتی در استفاده از اسم بهائی (به انگلیسی: Baha'i) و نشان اسم اعظم نداشتند. محفل ملی آمریکا در گام بعدی به رای دادگاه استیناف نیز اعتراض کرد و درخواست تجدید نظر داد که دادگاه استیناف این درخواست را در تاریخ ۲۹ دسامبر ۲۰۱۰ رد کرد. پس از این رای محفل ملی آمریکا ۹۰ روز مهلت داشت که مجدداً به رای دادگاه اعتراض نماید. اما در مدت زمان مهلت خود دیگر اعتراضی به دادگاه ارائه نکرد و دادگاه رای خود را در ۲۹ مارچ ۲۰۱۱ نهایی نمود.